# Hyla orientalis
Hyla orientalis är en groddjursart som beskrevs av Jacques von Bedriaga 1890. Hyla orientalis ingår i släktet Hyla och familjen lövgrodor. Inga underarter finns listade i Catalogue of Life.